# Regin Prenter
Regin Prenter, född den 6 november 1907, död den 15 december 1990, var en dansk präst och teolog. 
Han blev dr.theol. 1944 på avhandlingen Spiritus Creator om Luthers teologi och var från 1945 professor i dogmatik vid Aarhus universitet. 
Teologiskt var Regin Prenter påverkad av Karl Barth, den anglikanska kyrkan med teologer som F.D. Maurice, den svenska lutherska högkyrkligheten och "Lundateologin" med Anders Nygren och Ragnar Bring. 
Han var en av de fyra Århusteologerna, som har haft stort inflytande på teologi och kyrkoliv i Danmark.